# 沙村駅
沙村駅（さそんえき、中文表記: 沙村站）は、中華人民共和国広東省広州市増城区新塘大道西と温涌西路と温涌東路の交差点にある広州地下鉄13号線の駅である。駅番号は13/07。

## 歴史
計画時の仮駅名は「南鹸路駅」でした、「南鹸」は広東南方制鹸有限公司の略称ですが、同社工場が深刻な公害問題を引き起こしていたため、周辺住民から南鹸=公害の代名詞として強く反対されました。このため増城区は駅位置を東側に移動させるとともに、「温涌路駅」への改名を申請。その後一時「温涌駅」の案も検討されましたが、地元住民から伝統的地名である沙村を使用すべきとの要望が強く、最終的に「沙村駅」に決定しました。
- 2017年12月28日：開業[5]。

## 駅構造
島式ホーム1面2線を有する地下駅。白江側に引き上げ線が2線ある。

### のりば
| 番線 | 路線     | 行先     |
| ---- | -------- | -------- |
| 1    | ■ 13号線 | 新沙方面 |
| 2    | ■ 13号線 | 魚珠方面 |

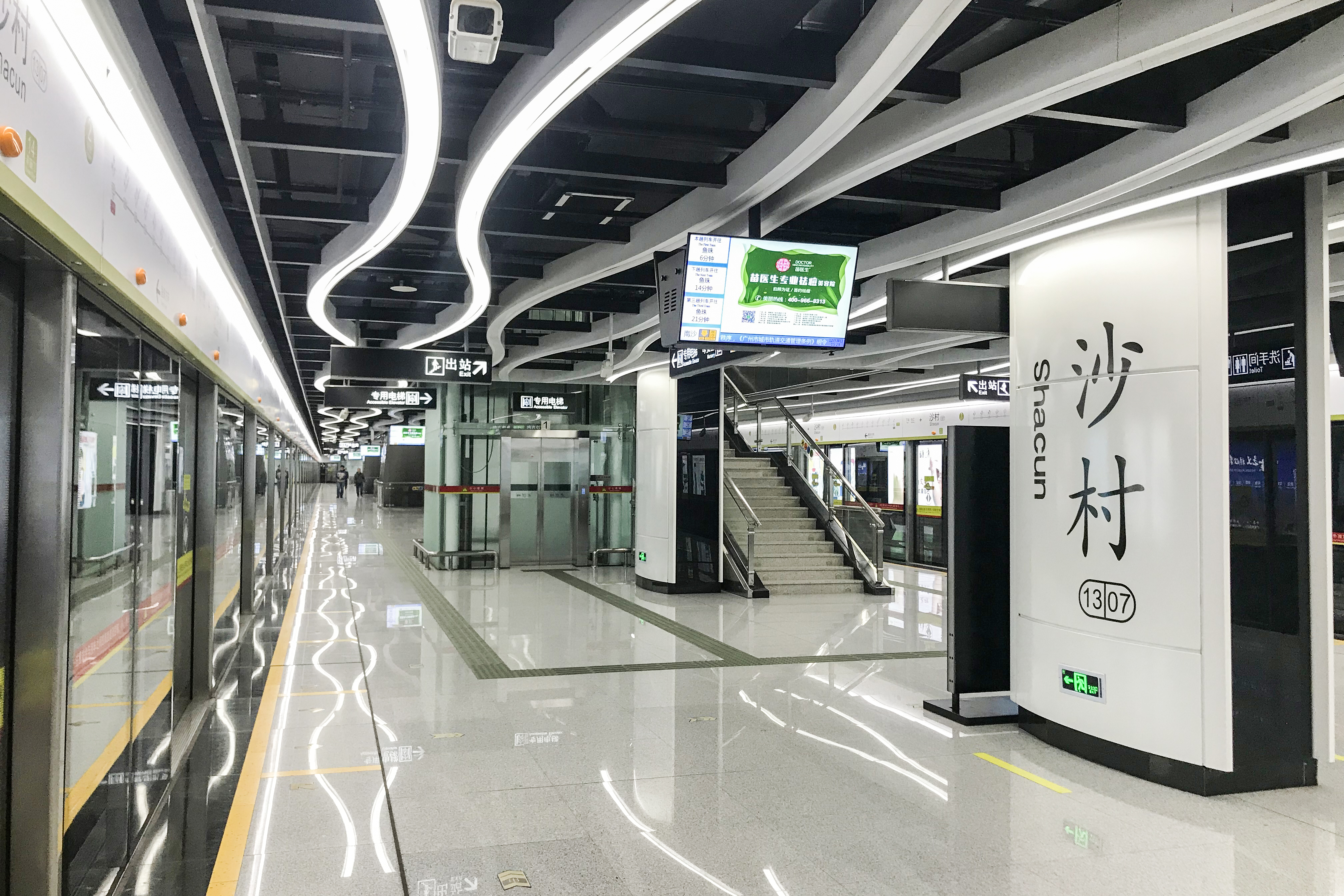
ホーム
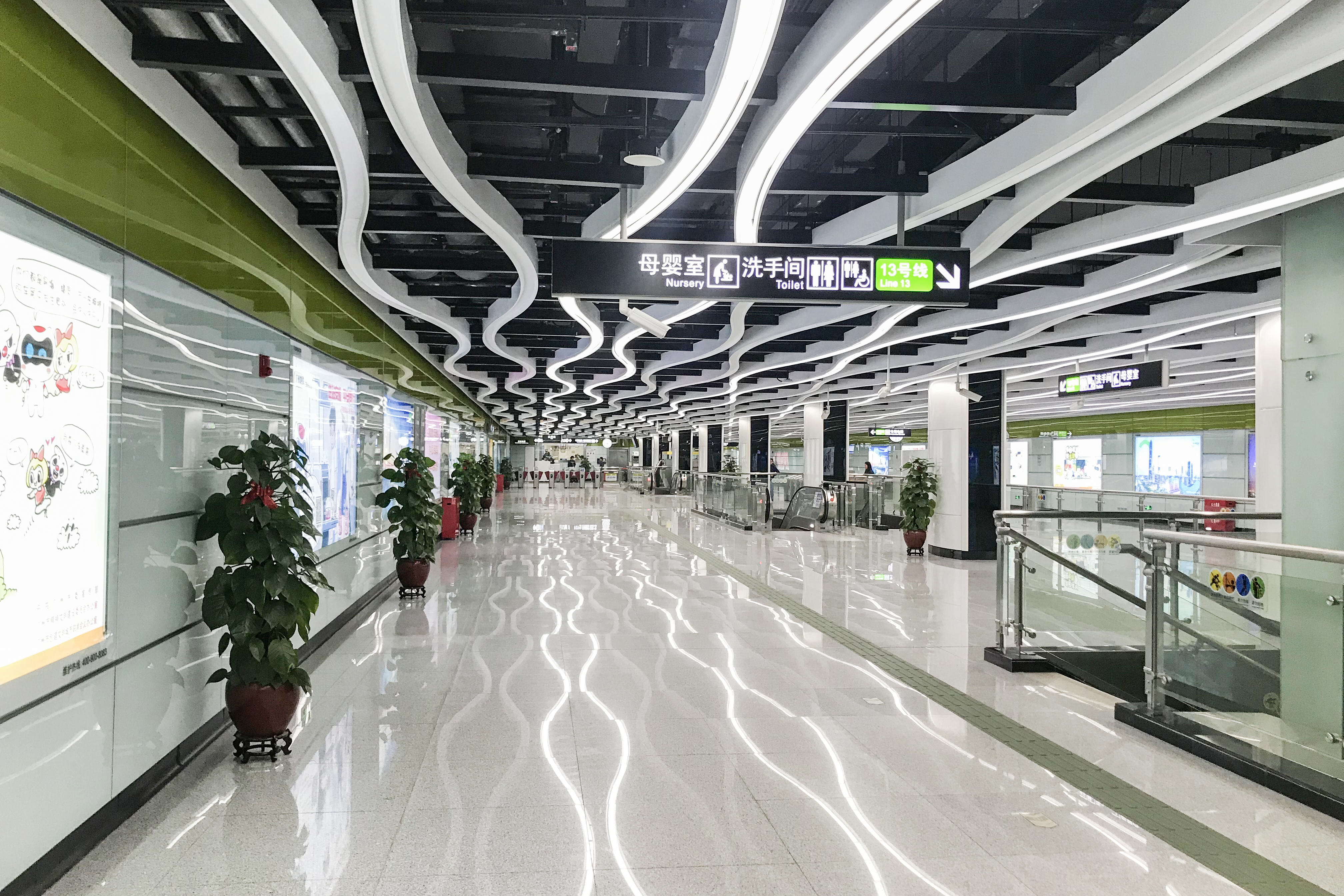
コンコース

## 駅周辺
- 環宇広場
- 南鹸ビル
- 夏埔村
- 新世界花園
- 盛濤広場
- 新墩村

## 隣の駅
広州地下鉄
■ 13号線
南崗駅 1306 - 沙村駅 1307 - 白江駅 1308